# Turdoides subrufa
El turdoide rufo (Turdoides subrufa)  es una especie de ave paseriforme de la familia Leiothrichidae endémica de los Ghats occidentales del sur de la India. 

## Descripción
La especie es un pájaro grande y de color marrón oscuro a oliva por encima, con la frente gris. Las plumas de las alas tienen un tinte rojizo. Las plumas de la frente tienen tonos negruzcos. El iris es de color blanco pálido a amarillo y las bridas son oscuras. La parte inferior es de un brillante rufo, más pálido en el centro de la garganta y el vientre. La subespecie nominal se encuentra en los Ghates occidentales hasta el norte del Palghat Gap mientras hyperythra se encuentra al sur donde se dice que es más colorido. Llegan a medir 25 a 26 cm de longitud con una envergadura de 8.7 a 9.0 cm. Su cola mide alrededor de 11-11.5 cm.

## Hábitat y distribución
Esta especie se encuentra al sur de los Ghates occidentales en Mahabaleshwar meridional hasta las colinas Palni y al este en las colinas Shevaroy. Se encuentran principalmente cerca del suelo, donde se alimentan de insectos y bayas, pero también hacen uso de los árboles. El hábitat normal es el bosque abierto, matorrales o laderas cubiertas de hierba.

## Comportamiento y ecología
La temporada de reproducción es principalmente de febrero a noviembre y el nido es un tazón pequeño entre las ramas de un árbol. Los huevos, que la humbra pone dos a cuatro, por lo general son tres azulados oscuros brillantes.
Tienen un fuerte llamado, similar a un «treenh-treenh».